# Llista de primers ministres de Finlàndia
| #    | #  | #    | Nom (Naixement-Mort)                     | Fotografia                 | Mandat                 | Mandat                 | Partit                               | Elecció |
| ---- | -- | ---- | ---------------------------------------- | -------------------------- | ---------------------- | ---------------------- | ------------------------------------ | ------- |
|      | 1  | 1    | Pehr Evind Svinhufvud (1861–1944)        | P.E.Svinhufvud             | 27 de novembre de 1917 | 27 de maig de 1918     | Partit Finlandès                     | 1917    |
|      | 2  | 2    | Juho Kusti Paasikivi (1870–1956)         | Juho Kusti Paasikivi       | 27 de maig de 1918     | 27 de novembre de 1918 | Partit Finlandès                     | —       |
|      | 3  | 3    | Lauri Ingman (1868–1934)                 | Lauri Ingman               | 27 de novembre de 1918 | 17 d'abril de 1919     | Partit de la Coalició Nacional       | —       |
|      | 4  | 4    | Kaarlo Castrén (1860–1938)               | Kaarlo Castrén             | 17 d'abril de 1919     | 15 d'agost de 1919     | Partit Nacional Progressista         | 1919    |
|      | 5  | 5    | Juho Vennola (1872–1938)                 | Juho Vennola               | 15 d'agost de 1919     | 15 de març de 1920     | Partit Nacional Progressista         | —       |
|      | 6  | 6    | Rafael Erich (1879–1946)                 | Rafael Erich               | 15 de març de 1920     | 9 d'abril de 1921      | Partit de la Coalició Nacional       | —       |
|      | 7  | (5)  | Juho Vennola (1872–1938)                 | Juho Vennola               | 9 d'abril de 1921      | 2 de juny de 1922      | Partit Nacional Progressista         | —       |
|      | 8  | 7    | Aimo Cajander (1879–1943)                | Aimo Cajander              | 2 de juny de 1922      | 14 de novembre de 1922 | cap (Govern provisional)             | 1922    |
|      | 9  | 8    | Kyösti Kallio (1873–1940)                | Kyösti Kallio              | 14 de novembre de 1922 | 18 de gener de 1924    | Lliga Agrària                        | —       |
|      | 10 | (7)  | Aimo Cajander (1879–1943)                | Aimo Cajander              | 18 de gener de 1924    | 31 de maig de 1924     | cap (govern provisional)             | 1924    |
|      | 11 | (3)  | Lauri Ingman (1868–1934)                 | Lauri Ingman               | 31 de maig de 1924     | 31 de març de 1925     | Partit de la Coalició Nacional       | —       |
|      | 12 | 9    | Antti Tulenheimo (1879–1952)             | Antti Tulenheimo           | 31 de març de 1925     | 31 de desembre de 1925 | Partit de la Coalició Nacional       | —       |
|      | 13 | (8)  | Kyösti Kallio (1873–1940)                | Kyösti Kallio              | 31 de desembre de 1925 | 13 de desembre de 1926 | Lliga Agrària                        | —       |
|      | 14 | 10   | Väinö Tanner (1881–1966)                 | Väinö Tanner               | 13 de desembre de 1926 | 17 de desembre de 1927 | Partit Socialdemòcrata               | —       |
|      | 15 | 11   | Juho Sunila (1875–1936)                  | Juho Sunila                | 17 de desembre de 1927 | 22 de desembre de 1928 | Lliga Agrària                        | 1927    |
|      | 16 | 12   | Oskari Mantere (1874–1942)               | Oskari Mantere             | 22 de desembre de 1928 | 16 d'agost de 1929     | Partit Nacional Progressista         | —       |
|      | 17 | (8)  | Kyösti Kallio (1873–1940)                | Kyösti Kallio              | 16 d'agost de 1929     | 4 de juliol de 1930    | Lliga Agrària                        | 1929    |
|      | 18 | (1)  | Pehr Evind Svinhufvud (1861–1944)        | P.E.Svinhufvud             | 4 de juliol de 1930    | 18 de febrer de 1931   | Partit de la Coalició Nacional       | 1930    |
|      | -  | -    | Juho Vennola(Interinament) (1872–1938)   | Juho Vennola               | 18 de febrer de 1931   | 21 de març de 1931     | Partit Nacional Progressista         | -       |
|      | 19 | (11) | Juho Sunila (1875–1936)                  | Juho Sunila                | 21 de març de 1931     | 14 de desembre de 1932 | Lliga Agrària                        | —       |
|      | 20 | 13   | Toivo Mikael Kivimäki (1886–1968)        | Toivo Mikael Kivimäki      | 14 de desembre de 1932 | 7 d'octubre de 1936    | Partit Nacional Progressista         | 1933    |
|      | 21 | (8)  | Kyösti Kallio (1873–1940)                | Kyösti Kallio              | 7 d'octubre de 1936    | 17 de febrer de 1937   | Lliga Agrària                        | 1936    |
|      | -  | -    | Rudolf Holsti (Interinament) (1881–1945) | Rudolf Holsti              | 17 de febrer de 1937   | 12 de març de 1937     | Partit Nacional Progressista         | -       |
|      | 22 | (7)  | Aimo Cajander (1879–1943)                | Aimo Cajander              | 12 de març de 1937     | 1 de desembre de 1939  | Partit Nacional Progressista         | 1939    |
|      | 23 | 14   | Risto Ryti (1889–1956)                   | Ristot Ryti                | 1 de desembre de 1939  | 19 de desembre de 1940 | Partit Nacional Progressista         | —       |
| —    | 23 | 14   | Risto Ryti (1889–1956)                   | Ristot Ryti                | 1 de desembre de 1939  | 19 de desembre de 1940 | Partit Nacional Progressista         |         |
|      | -  | -    | Rudolf Walden(Interinament) (1878–1946)  |                            | 19 de desembre de 1940 | 4 de gener de 1941     | cap (govern provisional)             | -       |
|      | 24 | 15   | Johan Wilhelm Rangell (1894–1982)        | Johan Wilhelm Rangell      | 4 de gener de 1941     | 5 de març de 1943      | Partit Nacional Progressista         | —       |
|      | 25 | 16   | Edwin Linkomies (1894–1963)              | Edwin Linkomies            | 5 de març de 1943      | 8 d'agost de 1944      | Partit de la Coalició Nacional       | —       |
|      | 26 | 17   | Antti Hackzell (1881–1946)               | Antti Hackzell             | 8 d'agost de 1944      | 21 de setembre de 1944 | Partit de la Coalició Nacional       | —       |
|      | 27 | 18   | Urho Castrén (1886–1965)                 | Urho Castrén               | 21 de setembre de 1944 | 17 de novembre de 1944 | Partit de la Coalició Nacional       | —       |
|      | 28 | (2)  | Juho Kusti Paasikivi (1870–1956)         | Juho Kusti Paasikivi       | 17 de novembre de 1944 | 9 de març de 1946      | Partit de la Coalició Nacional       | 1945    |
|      | -  | -    | Carl Enckell (Interinament) (1876–1959)  |                            | 9 de març de 1946      | 26 de març de 1946     | cap (govern provisional)             | -       |
|      | 29 | 19   | Mauno Pekkala (1890–1952)                | Mauno Pekkala              | 26 de març de 1946     | 29 de juliol de 1948   | Lliga Democràtica Popular Finlandesa | —       |
|      | 30 | 20   | Karl-August Fagerholm (1901–1984)        | Karl-August Fagerholm      | 29 de juliol de 1948   | 17 de març de 1950     | Partit Socialdemòcrata               | 1948    |
|      | 31 | 21   | Urho Kekkonen (1900–1986)                | Urho Kekkonen              | 17 de març de 1950     | 17 de novembre de 1953 | Lliga Agrària                        | —       |
| —    | 31 | 21   | Urho Kekkonen (1900–1986)                | Urho Kekkonen              | 17 de març de 1950     | 17 de novembre de 1953 | Lliga Agrària                        |         |
| 1951 | 31 | 21   | Urho Kekkonen (1900–1986)                | Urho Kekkonen              | 17 de març de 1950     | 17 de novembre de 1953 | Lliga Agrària                        |         |
| —    | 31 | 21   | Urho Kekkonen (1900–1986)                | Urho Kekkonen              | 17 de març de 1950     | 17 de novembre de 1953 | Lliga Agrària                        |         |
|      | 32 | 22   | Sakari Tuomioja (1911–1964)              |                            | 17 de novembre de 1953 | 5 de maig de 1954      | cap (govern provisional)             | —       |
|      | 33 | 23   | Ralf Törngren (1899–1961)                | Ralf Törngren              | 5 de maig de 1954      | 20 d'octubre de 1954   | Partit Popular Suec                  | 1954    |
|      | 34 | (21) | Urho Kekkonen (1900–1986)                | Urho Kekkonen              | 20 d'octubre de 1954   | 3 de març de 1956      | Lliga Agrària                        | —       |
|      | 35 | (20) | Karl-August Fagerholm (1901–1984)        | Karl-August Fagerholm      | 3 de març de 1956      | 27 de maig de 1957     | Partit Socialdemòcrata               | —       |
|      | 24 | 36   | Vieno Johannes Sukselainen (1906–1995)   | Vieno Johannes Sukselainen | 27 de maig de 1957     | 29 de novembre de 1957 | Lliga Agrària                        | —       |
|      | 37 | 25   | Rainer von Fieandt (1890–1972)           |                            | 29 de novembre de 1957 | 26 d'abril de 1958     | cap (govern provisional)             | —       |
|      | 38 | 26   | Reino Kuuskoski (1907–1965)              |                            | 26 d'abril de 1958     | 29 d'agost de 1958     | cap (govern provisional)             | —       |
|      | 39 | (20) | Karl-August Fagerholm (1901–1984)        | Karl-August Fagerholm      | 29 d'agost de 1958     | 13 de gener de 1959    | Partit Socialdemòcrata               | 1958    |
|      | 40 | (24) | Vieno Johannes Sukselainen (1906–1995)   | Vieno Johannes Sukselainen | 13 de gener de 1959    | 3 de juliol de 1961    | Lliga Agrària                        | —       |
|      | -  | -    | Eemil Luukka(Interinament) (1892–1970)   |                            | 3 de juliol de 1961    | 14 de juliol de 1961   | Lliga Agrària                        | -       |
|      | 41 | 27   | Martti Miettunen (1907–2002)             |                            | 14 de juliol de 1961   | 13 d'abril de 1962     | Lliga Agrària                        | —       |
|      | 42 | 28   | Ahti Karjalainen (1923–1990)             | Ahti Karjalainen           | 13 d'abril de 1962     | 18 de desembre de 1963 | Lliga Agrària                        | 1962    |
|      | 43 | 29   | Reino Ragnar Lehto (1898–1966)           |                            | 18 de desembre de 1963 | 12 de setembre de 1964 | cap (govern provisional)             | —       |
|      | 44 | 30   | Johannes Virolainen (1914–2000)          | Johannes Virolainen        | 12 de setembre de 1964 | 27 de maig de 1966     | Partit del Centre                    | —       |
|      | 45 | 31   | Rafael Paasio (1903–1980)                |                            | 27 de maig de 1966     | 22 de març de 1968     | Partit Socialdemòcrata               | 1966    |
|      | 46 | 32   | Mauno Koivisto (1923–)                   | Mauno Koivisto             | 22 de març de 1968     | 14 de maig de 1970     | Partit Socialdemòcrata               | 1970    |
|      | 47 | 33   | Teuvo Aura (1912–1999)                   |                            | 14 de maig de 1970     | 15 d'agost de 1970     | cap (govern provisional)             | —       |
|      | 48 | (28) | Ahti Karjalainen (1923–1990)             | Ahti Karjalainen           | 15 d'agost de 1970     | 29 d'octubre de 1971   | Partit del Centre                    |         |
|      | 49 | (33) | Teuvo Aura (1912–1999)                   |                            | 29 d'octubre de 1971   | 23 de febrer de 1972   | cap (govern provisional)             |         |
|      | 50 | (31) | Rafael Paasio (1903–1980)                |                            | 23 de febrer de 1972   | 4 de setembre de 1972  | Partit Socialdemòcrata               | 1972    |
|      | 51 | 34   | Kalevi Sorsa (1930–2004)                 |                            | 4 de setembre de 1972  | 13 de juny de 1975     | Partit Socialdemòcrata               | —       |
|      | 52 | 35   | Keijo Liinamaa (1929–1980)               |                            | 13 de juny de 1975     | 30 de novembre de 1975 | cap (govern provisional)             | —       |
|      | 53 | (27) | Martti Miettunen (1907–2002)             |                            | 30 de novembre de 1975 | 15 de maig de 1977     | Partit del Centre                    | 1975    |
| —    | 53 | (27) | Martti Miettunen (1907–2002)             |                            | 30 de novembre de 1975 | 15 de maig de 1977     | Partit del Centre                    |         |
|      | 54 | (34) | Kalevi Sorsa (1930–2004)                 |                            | 15 de maig de 1977     | 26 d'abril de 1979     | Partit Socialdemòcrata               | —       |
|      | 55 | (32) | Mauno Koivisto (1923–)                   | Mauno Koivisto             | 26 d'abril de 1979     | 11 de setembre de 1981 | Partit Socialdemòcrata               | 1979    |
|      | -  | -    | Eino Uusitalo(Interinament) (1924–)      |                            | 11 de setembre de 1981 | 26 de gener de 1982    | Partit del Centre                    | -       |
|      | 56 | (34) | Kalevi Sorsa (1930–2004)                 |                            | 26 de gener de 1982    | 30 d'abril de 1987     | Partit Socialdemòcrata               | —       |
| 1983 | 56 | (34) | Kalevi Sorsa (1930–2004)                 |                            | 26 de gener de 1982    | 30 d'abril de 1987     | Partit Socialdemòcrata               |         |
|      | 57 | 36   | Harri Holkeri (1937–2011)                | Harri Holkeri              | 30 d'abril de 1987     | 26 d'abril de 1991     | Partit de la Coalició Nacional       | 1987    |
|      | 58 | 37   | Esko Aho (1954–)                         | Esko Aho                   | 26 d'abril de 1991     | 13 d'abril de 1995     | Partit del Centre                    | 1991    |
|      | 59 | 38   | Paavo Lipponen (1941–)                   | Paavo Lipponen             | 13 d'abril de 1995     | 17 d'abril de 2003     | Partit Socialdemòcrata               | 1995    |
| 1999 | 59 | 38   | Paavo Lipponen (1941–)                   | Paavo Lipponen             | 13 d'abril de 1995     | 17 d'abril de 2003     | Partit Socialdemòcrata               |         |
|      | 60 | 39   | Anneli Jäätteenmäki (1955–)              | Anneli Jäätteenmäki        | 17 d'abril de 2003     | 24 de juny de 2003     | Partit del Centre                    | 2003    |
|      | 61 | 40   | Matti Vanhanen (1955–)                   | Matti Vanhanen             | 24 de juny de 2003     | 22 de juny de 2010     | Partit del Centre                    | —       |
| 2007 | 61 | 40   | Matti Vanhanen (1955–)                   | Matti Vanhanen             | 24 de juny de 2003     | 22 de juny de 2010     | Partit del Centre                    |         |
|      | 62 | 41   | Mari Kiviniemi (1968–)                   | Mari Kiviniemi             | 22 de juny de 2010     | 22 de juny de 2011     | Partit del Centre                    | —       |
|      | 63 | 42   | Jyrki Katainen (1971–)                   | Jyrki Katainen             | 22 de juny de 2011     | 24 de juny de 2014     | Partit de la Coalició Nacional       | 2011    |
|      | 64 | 43   | Alexander Stubb (1968–)                  | Alexander Stubb            | 24 de juny de 2014     | 29 de maig de 2015     | Partit de la Coalició Nacional       | —       |
|      | 65 | 44   | Juha Sipilä (1961–)                      | Juha Sipilä                | 29 de maig de 2015     | 6 de juny de 2019      | Partit del Centre                    | 2015    |
|      | 66 | 45   | Antti Rinne (1962–)                      | Antti Rinne                | 6 de juny de 2019      | 10 de desembre de 2019 | Partit Socialdemòcrata               | 2019    |
|      | 67 | 46   | Sanna Marin (1985–)                      | Sanna Marin                | 10 de desembre de 2019 | 20 de juny de 2023     | Partit Socialdemòcrata               | —       |
|      | 68 | 47   | Petteri Orpo (1969–)                     | Petteri Orpo               | 20 de juny de 2023     | actualitat             | Partit de la Coalició Nacional       | 2023    |